# Halestorm
Halestorm is een Amerikaanse rockband uit Red Lion, Pennsylvania. De band bestaat uit zanger en gitarist Elizabeth "Lzzy" Hale, haar broer drummer en percussionist Arejay Hale, gitarist Joe Hottinger en bassist Josh Smith. Het debuutalbum Halestorm werd uitgebracht op 28 april 2009 bij Atlantic Records. Halestorm's tweede album The Strange Case Of... werd uitgebracht op 10 april 2012. Voor de single Love Bites (So Do I) van dat album ontving de band in 2013 de Grammy Award voor Best Hard Rock/Metal performance.
De band staat bekend om de bijna onafgebroken tournees, met tot 250 optredens per jaar. Sinds 2006 heeft Halestorm getourd met verschillende hardrock- en heavymetalbands, waaronder Alter Bridge, Chevelle, Seether, Staind, Papa Roach, Trapt, Three Days Grace, Theory of a Deadman, Buckcherry, Disturbed, Shinedown, Avenged Sevenfold, Stone Sour, Hellyeah, Heaven & Hell, Evanescence, The Pretty Reckless, Starset, Sevendust en Bullet for My Valentine. De band trad in 2010 op in Japan tijdens het Loud Park Festival en in 2016 en 2019 tijdens Pinkpop.

## Geschiedenis

### Ontstaan (1997-2004)
Lzzy en Arejay begonnen met schrijven en optreden sinds 1997. Beiden leerden piano spelen toen ze vijf jaar oud waren. Lzzy stapte over op de keytar en Arejay ging drummen. Toen Lzzy zestien jaar oud was, nam ze gitaarles. Broer en zus gaven de EP Don't Mess With the Time Man uit in 1999. In 2003 sloot Joe Hottinger zich aan bij de band. Gedurende de eerste jaren speelde Lzzy en Arejay's vader Roger Hale basgitaar. Josh Smith nam deze rol over in 2004.

### Halestorm(2005-2011)
De band tekende een platencontract bij Atlantic Records op 28 juni 2005. Precies een jaar later verscheen de EP One and Done. De EP, die niet langer te verkrijgen is, bevatte vijf live-uitvoeringen van It's Not You. Het debuutalbum Halestorm werd uitgebracht op 28 april 2009. Het lied I Get Off werd uitgebracht als eerste single. Zowel het lied als de videoclip van de tweede single It's Not You verscheen in november 2009. De singles en videoclips van Love/Hate Heartbreak en Familiar Taste of Poison kwamen uit in 2010.
Op 16 november 2010 werd het livealbum Live in Philly 2010 uitgebracht. De opnames werden gemaakt in concertzaal Theatre of Living Arts in Philadelphia, Pennsylvania. Op 22 maart 2011 verscheen de EP ReAnimate met covers van liederen van verschillende genres, waaronder Out Ta Get Me van Guns N' Roses, Bad Romance van Lady Gaga met medewerking van Gaga's gitarist en schrijver Rick Marty, en Slave to the Grind van Skid Row.

### The Strange Case Of...(2012-2013)
De EP Hello, It's Mz. Hyde kwam uit op 24 januari 2012. Het tweede studioalbum The Strange Case Of... volgde op 10 april 2012 in de Verenigde Staten, op 9 april in het Verenigd Koninkrijk en op 17 april in Italië. Op 29 oktober 2012 speelde Halestorm in het voorprogramma van Bullet for My Valentine tijdens hun tournee door het Verenigd Koninkrijk in maart 2013.
In december 2012 werd het lied Love Bites... (So Do I) genomineerd voor een Grammy in de category Best Hard Rock/Metal Performance. Tijdens een show in Madison, Wisconsin vertelde Hottinger het nieuws aan Lzzy die op dat moment net een lied wilde inzetten vanachter een piano. Arejay vroeg over de microfoon wat er aan de hand was en nadat Lzzy aan het publiek uitlegde dat de band genomineerd was voor een Grammy, barstte een applaus los. Dit werd opgenomen door een fan en op YouTube geplaatst. Op 10 februari 2013 werd de Grammy daadwerkelijk aan Halestorm toegekend, waarmee de band de eerste werd met een vrouwelijke leadzanger die in die categorie een Grammy won. In april 2013 bereikte de band voor de eerste keer de top van de Billboard Hot Mainstream Rock Tracks met de single Freak Like Me. Op 6 augustus 2013 verscheen de videoclip van de single Here's To Us.

### Into the Wild Life(2014-heden)
In 2014 verscheen het tribuutalbum Ronnie James Dio - This Is Your Life ter nagedachtenis aan heavymetalzanger Ronnie James Dio die in 2010 stierf aan maagkanker. Halestorm coverde Dio's Straight Through the Heart. Hierdoor kreeg de band een nieuwe mogelijkheid om samen te werken met Rick Marty die optrad als coördinator van het project. Op 28 maart 2014 speelde Halestorm het nieuwe lied The Heartbreaker tijdens een optreden in Nashville, Tennessee. Op 18 april 2014 publiceerde de band A Day In The Life of Halestorm 2014 (Backstage, Interview & New Song Mayhem) op YouTube. De titel van het nieuwe album zou bekendgemaakt worden op 13 januari 2015, maar dit werd met een dag vervroegd. De band plaatste letters van de titel op internet als teaser voor de fans. Op 12 januari 2015 werd het studioalbum Into the Wild Life aangekondigd. Op 13 april verscheen het album in het Verenigd Koninkrijk en een dag later in de Verenigde Staten.

## Discografie

### Studioalbums
- Halestorm, 2009
- The Strange Case Of..., 2012
- Reanimate: The Covers Collection 2011-2014, 2014
- Into the Wild Life, 2015
- Reanimate 3.0: The Covers, 2017
- Vicious, 2018
- Back from the Dead, 2022

### Ep's
- (Don't Mess with the) Time Man, 1999
- Breaking The Silence, 2001
- One and Done, 2005
- ReAniMate: The Covers EP, 2011
- Hello, It's Mz. Hyd, 2012
- In The Live Room, 2012
- ReAniMate 2.0: The CoVeRs eP, 2013
- Into the Wild Live: Chicago, 2015
- ReAniMate 3.0: The CoVeRs eP, 2017

### Livealbum
- Live in Philly 2010, 2010

### Hitnoteringen
| Album met eventuele hitnotering(en) in de Nederlandse Album Top 100 | Datum van verschijnen | Datum van binnenkomst | Hoogste positie | Aantal weken | Opmerkingen |
| ------------------------------------------------------------------- | --------------------- | --------------------- | --------------- | ------------ | ----------- |
| Into the Wild Life                                                  | 2015                  | 11-04-2015            | 59              | 2            |             |

| Album met hitnotering(en) in de Vlaamse Ultratop 200 albums | Datum van verschijnen | Datum van binnenkomst | Hoogste positie | Aantal weken | Opmerkingen |
| ----------------------------------------------------------- | --------------------- | --------------------- | --------------- | ------------ | ----------- |
| Into the Wild Life                                          | 2015                  | 11-04-2015            | 73              | 5            |             |